# Draga Gregorič Rosenberg
Draga Gregorič Rosenberg (Servola, 2 marzo 1879 – Servola, 28 marzo 1965) è stata un'educatrice, pedagogista e direttrice di asilo slovena.

## Biografia
Draga nacque in una famiglia slovena il 2 marzo 1879 a Servola, che all’epoca faceva parte dell’Austria-Ungheria.Sua madre era la lavandaia Marija Hrovatič, mentre suo padre era il macellaio e contadino Mihael Gregorič.Aveva cinque fratelli e sorelle.Oltre a lei, altri tre fratelli lavorarono nel settore dell’istruzione.Sua sorella maggiore era l’insegnante, scrittrice e pubblicista Marica Gregorič Stepančič.

## Attività e vita successiva
Nel 1898 Draga fondò un asilo sloveno per l’infanzia a Servola.Fu il primo asilo in assoluto a Servola.Ne fu la prima educatrice e direttrice.Fino al 1900 diresse l’asilo nella propria casa,poi l’istituto si trasferì nei locali della Società dei santi Cirillo e Metodio.Morì il 28 marzo 1965 a Servola.